# لطيفة محمد سالم
لطيفة محمد سالم مؤرخة وكاتبة مصرية من مواليد الإسكندرية. وتشغل حالياً منصب أستاذ التاريخ الحديث والمعاصر المتفرغ بكلية الآداب جامعة بنها.

## الحياة العلمية
1. ليسانس آداب (تاريخ) بتقدير جيد جداً عام 1965 كلية الآداب جامعة الإسكندرية.
2. ماچستير في الآداب (تاريخ حديث ومعاصر) بتقدير ممتاز عام 1970 كلية الآداب جامعة القاهرة.
3. دكتوراه في الآداب (تاريخ حديث ومعاصر) بمرتبة الشرف الأولى عام 1979 كلية الآداب جامعة القاهرة.

## الحياة العملية
1. التعيين على درجة مدرس مساعد بكلية التربية – جامعة بنها في 27 فبراير 1978.
2. الحصول على درجة مدرس بكلية التربية - جامعة بنها في 16 سبتمبر 1979.
3. الحصول على درجة أستاذ مساعد كلية الآداب - جامعة بنها في 9 نوفمبر 1983.
4. الحصول على درجة أستاذ بكلية الآداب - جامعة بنها في 28 مارس 1988.
5. قائم بأعمال رئيس قسم التاريخ بكلية الآداب - جامعة بنها من 2 ديسمبر 1984 إلى 13 فبراير 1987.
6. إعارة إلى كلية الآداب بجامعة الملك عبد العزيز بجدة (المملكة العربية السعودية) - قسم الطالبات من أول سبتمبر 1989 إلى 15 يوليو 1995.
7. رئيس قسم التاريخ كلية الآداب - جامعة بنها من 23 فبراير 1997 إلى 20 مايو 2001.
8. وكيل كلية الآداب لشئون الدراسات العليا والبحوث - جامعة بنها من 22 مايو 2001 إلى 31 يوليو 2003.

## المنح العلمية
1. منحة تفرغ علمي (1966–1969) - كلية الآداب - جامعة الإسكندرية.
2. مهمة علمية إلى إنجلترا لمدة عام (1982/1983) - كلية التربية - جامعة بنها.

## الجـوائز
1. جائزة الدولة التشجيعية في العلوم الاجتماعية (تاريخ) عام 1984 .
2. وسام العلوم والفنون من الطبقة الأولى عام 1986.
3. تقدير وتكريم من محافظة القليوبية بمناسبة يوم المرأة المصرية عام 1997.
4. جائزة الدولة التقديرية في العلوم الاجتماعية (تاريخ) عام 2000 وميدالية ذهبية.
5. درع تكريم اتحاد المؤرخين العرب الخاص بشوامخ المؤرخين عام 2009.
6. الأم المثالية على مستوى الجامعات والمعاهد العليا المصرية عام 2012.
7. جائزة جامعة بنها التقديرية، عام 2012.
8. «كتاب تذكاري»: رؤى في التاريخ الحديث والمعاصر مهداة إلى لطيفة سالم، الهيئة المصرية العامة للكتاب، القاهرة، 2013.

## الأنشطة
1. مقرر اللجنة العلمية لمركز الدراسات التاريخية - دار الشروق.
2. عضو اتحاد المؤرخين العرب - القاهرة، وعضو مجلس الإدارة (2005-2008).
3. عضو اللجنة العلمية بمركز تاريخ مصر المعاصر (مستمرة) - دار الكتب والوثائق القومية.
4. عضو لجنة التاريخ بالمجلس الأعلى للثقافة (مستمرة).
5. عضو الجمعية المصرية للدراسات التاريخية (مستمرة). وعضو مجلس الإدارة (1980-1989، 1995-2002).
6. عضو اللجنة العليا لقطاع الآداب بالمجلس الأعلى للجامعات والخاصة باختيار اللجان العلمية الدائمة والمحكمين لترقية الأساتذة والأساتذة المساعدين (2008 -2012).
7. عضو اللجان العلمية الاستشارية المتخصصة ـ مكتبة الإسكندرية (2005-2008).
8. عضو اللجنة العلمية ولجنة التحرير لموسوعة أعلام مصر في القرنين التاسع عشر والعشرين (مستمرة) - مكتبة الإسكندرية.
9. عضو لجنة المراجعة العلمية الخاصة بذاكرة مصر المعاصرة (المكتبة الرقمية) التي أطلقتها مكتبة الإسكندرية على شبكة المعلومات العالمية «الإنترنت» (مستمرة).
10. عضو اللجنة العلمية للوثائق، دار الكتب والوثائق المصرية (2001-2003).
11. عضو اللجنة العليا الفنية والتاريخية لمشروع ذاكرة الوطن – الهيئة العامة لقصور الثقافة (2006 - 2013).
12. تولى مهمة فحص الإنتاج العلمي الخاص بترقية الأساتذة والأساتذة المساعدين داخل مصر وخارجها.
13. إشراف ومناقشة رسائل الماچستير والدكتوراه، وإلقاء محاضرات في مواسم ومناسبات ثقافية، ومقرر ورئيس جلسات علمية في مؤتمرات وندوات، ومحكِّم للجوائز التقديرية للجامعات ولجائزة الدولة التشجعية، وعضو في لجنتي جائزة الدولة للتفوق وجائزة الدولة التقديرية، ومشارك في احتفاليات توقيع كتب وتكريم مؤرخين وندوات معرض الكتاب الدول على مدى سنوات عديدة، ومستشار في تقييم كتب للنشر لدى مؤسسات ثقافية، وعرض ونقد كتب بالمجلات التاريخية وتحكيم أبحاث بها، وكتابة مقالات وإجراء حوارات صحفية، وحضور لقاءات ثقافية بالإذاعة والتلفزيون، ومراجعة الدراما التاريخية التليفزيونية.

## الإنتـاج العلمي

### الكتب
1. القوى الاجتماعية في الثورة العرابية، ط 1، الهيئة المصرية العامة للكتاب، القاهرة، 1981، ط2 ، مكتبة مدبولي، القاهرة، 2002، ط3، دار الشروق، القاهرة، 2009 .
2. الحكم المصري في الشام (1831-1841)، ط1، دار الكتاب الجامعي، القاهرة، 1983، ط2 ، مكتبة مدبولي، القاهرة، 1990، ط 3، دار الشروق، القاهرة، 2011.
3. مصر في الحرب العالمية الأولى (1914-1918)، ط1 ، الهيئة المصرية العامة للكتاب، القاهرة، 1984، ط 2، دار الشروق، القاهرة، 2009 .
4. المرأة المصرية والتغيير الاجتماعى (1919-1945)، ط 1، الهيئة المصرية العامة للكتاب، القاهرة، 1984، ط2، مكتبة الأسرة، الهيئة المصرية العامة للكتاب، القاهرة، 2008.
5. النظام القضائي المصري الحديث (1875-1914)، جـ1، ط1 ، مركز الدراسات السياسية والاستراتيجية بالأهرام، القاهرة، 1984، ط2، الهيئة المصرية العامة للكتاب، القاهرة، 2000، ط 3، دار الشروق، القاهرة، 2010.
6. النظام القضائى المصري الحديث (1914-1952)، جـ2، ط1، مركز الدراسات السياسية والاستراتيجية بالأهرام، القاهرة، 1986، ط2، الهيئة المصرية العامة للكتاب، القاهرة، 2001، ط 3، دار الشروق، القاهرة، 2010.
7. عرابي ورفاقه في جنة آدم (1883-1901)، ط 1، مكتبة الأنجلو المصرية، القاهرة، 1987، ط 2، مزيدة ومنقحة، دار الشروق، القاهرة، 2009 .
8. الصحافة والحركة الوطنية المصرية (1945-1952)، الهيئة المصرية العامة للكتاب، القاهرة، 1987.
9. تاريخ القضاء المصري الحديث، الهيئة المصرية العامة للكتاب، القاهرة، 1991.
10. أزمة السويس (1954 – 1957)، ط 1، مكتبة مدبولي، القاهرة، 1997، ط 2، مكتبة الأسرة، الهيئة المصرية العامة للكتاب، القاهرة، 2006.
11. فاروق وسقوط الملكية في مصر (1936-1952)، ط1، ط 2، مكتبة مدبولي، القاهرة، 1989، 1996.
12. فـاروق من الميـلاد إلى الرحيـل (1920-1965)، ط 1، ط2، ط3، دار الشروق، القاهرة، 2005، 2006، 2010.
13. فاروق الأول وعرش مصر (بزوغ واعد وأفول حزين)، ط1 ، ط2، ط3، دار الشروق، القاهرة، 2005، 2007، 2007.
14. تطور أوضاع المرأة المصرية، دار الفكر العربي، القاهرة، 2006 .

### الدراسات والتحقيق
1. دراسة وتحقيق 52 حلقة لداود بركات (1932/1933) عن الثورة العرابية في صحيفة الأهرام، دار الكتب والوثائق القومية، القاهرة، 2002.
2. تقديم ومراجعة وتحقيق كتاب (مصر وأوروبا) للقاضى الهولندى? ـان بملن، مشروع الترجمة، المجلس الأعلى للثقافة، القاهرة، 2005.
3. دراسة ومراجعة وتحقيق مصدر (نخبة الفكر في تدبير نيل مصر) لعلى مبارك، ط 1، دار الكتب والوثائق القومية، القاهرة، 2006، ط 2، الهيئة العامة لقصور الثقافة، القاهرة، 2011.
4. دراسة وتحقيق ومراجعة مصدر (البحر الزاخر في تاريخ العالم وأخبار الأوائل والأواخر) «تاريخ مصر الحديث والسيرة الذاتية» لمحمود فهمى المهندس، مركز تاريخ مصر المعاصر، دار الكتب والوثائق القومية، القاهرة، 2007 .
5. دراسة ومراجعة وتعليق لمصدر (إبراهيم باشا في سوريا) لسليمان أبو عز الدين، دار الشروق، القاهرة، 2009.
6. تقديم ودراسة وتعليق لمذكرات نوبار باشا، دار الشروق، القاهرة، 2009.
7. تقديم ودراسة لمذكرات سليمان حافظ (ذكرياتى عن الثورة)، دار الشروق، القاهرة، 2010.
8. إشراف وتحقيق وتقديم مذكرات سعد زغلول المخطوطة، الجزء العاشر، مركز تاريخ مصر المعاصر، دار الكتب والوثائق القومية ، القاهرة، 2011. والجزء الحادي عشر (تحت الطبع).
9. تقديم ودراسة وتعليق لمصدر (مرآة العصر في تاريخ أكابر الرجال بمصر) لإلياس زاخورة (3 أجزاء)، دار الشروق ، القاهرة (قيد النشر).
10. تقديم ومراجعة وتحقيق كتاب (سليمان باشا أو تاريخ حروب مصر 1820-1860) لإيمي? انترينيية، ترجمة ناجي رمضان، دار الشروق، القاهرة (قيد النشر).
11. تقديم ودراسة ومراجعة كتاب «تطور قوانين الأحوال الشخصية والمرأة المصرية في التاريخ الحديث والمعاصر»، مركز تاريخ مصر المعاصر، دار الكتب (قيد النشر).
12. تقديم ومراجعة كتاب (الرجل الذي أحب مصر) للممباشي مكفرسون، ترجمة عبد الوهاب بكر، دار الشروق، القاهرة، (قيد النشر).
13. تقديم ومراجعة على كتاب (السويس 1956) للكاتب بيرى تيرنر، ترجمة وجيه القاضي، المركز القومى للترجمة، وزارة الثقافة، القاهرة، (قيد النشر).

### التحرير
1. تحرير كتاب (دراسات في التاريخ الحديث والمعاصر) مهداة للدكتور يونان لبيب رزق ، المجلس الأعلى للثقافة ، القاهرة، 2003.
2. تحرير كتب سلسلة التاريخ : الجانب الآخر : إعادة قراءة للتاريخ المصري ، دار الشروق، القاهرة .
3. تحرير كتاب (الحركة الوطنية وفكرة تأميم قناة السويس)، المجلس الأعلى للثقافة، القاهرة، 2007.
4. مشاركة د. جابر عصفور في تحرير الكتاب المرجع عن (المرأة المصرية في التاريخ الحديث والمعاصر)، القاهرة، 2009.
5. تحرير أعلام بموسوعة «أعلام المصريين في القرنين التاسع عشر والعشرين»: على مبارك، أحمد عرابى، محمود فهمى المهندس، قاسم أمين، عبد الرحمن الرافعى، حافظ رمضان، ملك مصر السابق فاروق، ملكة مصر السابقة فريدة، ملكة مصر السابقة ناريمان، د. يونان لبيب رزق. ومراجعة العديد من الأعلام بالموسوعة نفسها.
6. تقديم ومراجعة مذكرات نبيل العربي (طابا . كامب دي? يد . الجدار العازل .. صراع الدبلوماسية من مجلس الأمن إلى المحكمة الدولية)، دار الشروق، القاهرة، 2011.

### الأبحاث
1. «صحافة الثورة العرابية»، بحث منشور في كتاب (مائة عام على مصر للمصريين)، مركز الدراسات السياسية والاستراتيچية بالأهرام ، القاهرة، 1981 .
2. «الثورة العرابية في المجال العربى والإسلامى والأوروبى»، بحث أُلقى في مؤتمر (مائة عام على الثورة العرابية) بمركز بحوث الشرق الأوسط بجامعة عين شمس بالاشتراك مع المجلس الأعلى للـثقافة، القاهرة، 1981.
3. «الصراع العسكرى بين الدولة العثمانية وبريطانيا في مصر (1915 – 1917)»، بحث منشور في المجلة التاريخية المصرية ، العددان (28، 29)، 1981 / 1982.
4. «مساعى الأمير حليم والخديو إسماعيل من أجل عرش مصر»، بحث منشور في المجلة التاريخية المصرية، عدد 1984.
5. «بريطانيا ومصر بين التسوية وتولية عباس حلمى الأول (1841 – 1848)»، بحث منشور في المجلة التاريخية المصرية ، مجلد (33)، 1986.
6. «المؤثرات الأوروبية في القضاء المصرى الحديث»، بحث أُلقى في ندوة «مصر وعالم البحر المتوسط في العصر الحديث» بجامعة القاهرة عام 1985، ونشرت الأبحاث في كتاب عام 1989.
7. «السياسة البريطانية تجاه مصر (1954 – 1956)»، بحث أُلقى في ندوة «حرب السويس بعد أربعين عاماً» بمركز الدراسات السياسية والاستراتيچية بالأهرام في أكتوبر 1996، ونشرت الأبحاث في كتاب عام 1997 .
8. «الموقف الدولى من العدوان الثلاثى على مصر (1956 – 1958)»، بحث أُلقى في ندوة «حرب السويس بعد أربعين عاماً» بمركز الدراسات السياسية والاستراتيجية بالأهرام في أكتوبر 1996، ونشرت الأبحاث في كتاب عام 1997 .
9. «موقف الغرب من تأميم قناة السويس»، بحث منشور في المجلة التاريخية المصرية ، مجلد (40)، 1999.
10. «إرهاصات ثورة 1919»، بحث أُلقى في الموسم الثقافى بمركز تاريخ مصر المعاصر بدار الكتب والوثائق القومية في مارس 1999، ونشرت الأبحاث في كتاب عام 2000 .
11. «موقف محمد على من أهل الذمة في الشام»، بحث أُلقى في ندوة الجمعية المصرية للدراسات التاريخية في مارس 1999، ونشرت الأبحاث في كتاب عام 2000 .
12. «أشكال مساهمة النساء في سوق العمل»، بحث أُلقى في ندوة «فلنتذكر نبوية موسى» بملتقى المرأة والذاكرة بالقاهرة عام 1999، ونشرت الأبحاث في كتاب عام 2001 .
13. «عبد الله النديم .. التكوين والفكر»، بحث منشور في مجلة مصر الحديثة ، مركز تاريخ مصر المعاصر، دار الكتب والوثائق القومية ، العدد الأول ، 2000 .
14. «تأميم شركة قناة السويس»، بحث أُلقى في احتفالية (مصر – فرنسا) بمكتبة الإسكندرية، 2001 .
15. «السلطة القضائية في مصر»، بحث أُلقى في مؤتمر الخبرة السياسية المصرية في مائة عام، بكلية الاقتصاد والعلوم السياسية بجامعة القاهرة في ديسمبر 2000، ونشرت الأبحاث في كتاب عام 2001 .
16. «التيار الدينى في الثورة العرابية»، بحث أُلقى في ندوة «الدين والدولة في العالم العربى .. توافق أم صراع ؟» بالجمعية المصرية للدراسات التاريخية عام 2001، ونشرت الأبحاث في كتاب عام 2003.
17. «تنظيم المحاكم القنصلية في العصر العثمانى»، بحث أُلقى في سمنار التاريخ العثماني تحت عنوان «العدالة بين الشرعية والواقع في مصر في العصر العثمانى» بالجمعية المصرية للدراسات التاريخية في عام 2001، ونشرت الأبحاث في كتاب عام 2003.
18. «المد والجزر بين هيكل والقصر»، بحث أُلقى في ندوة «محمد حسين هيكل وجهود الاستنارة المصرية»، عام 1996، ونشر في كتاب من جزأن عام 2003 .
19. «حريق القاهرة وانهيار المؤسسات القديمة»، بحث منشور في مجلة وجهات نظر ، عدد (37)، فبراير 2002.
20. «انهيار الملكية»، بحث منشور في مجلد تذكارى (50 سنة ثورة) الصادر عن الأهرام تحرير عزت السعدنى ، يوليو 2002.
21. «الصحافة المصرية والاتجاه العربى (1945 – 1952)»، بحث منشور في كتاب «دراسات في التاريخ الحديث والمعاصر»، مهداة إلى أ.د. يونان لبيب رزق، المجلس الأعلى للثقافة، القاهرة ، 2003.
22. «مشروع محمد على التوسعى .. هل كانت هناك أبعاد عربية؟»، بحث أُلقى في الموسم الثقافى لمركز تاريخ مصر المعاصر بدار الكتب والوثائق القومية في ديسمبر 2003، ونشرت الأبحاث في كتاب عام 2006.
23. «النيل بين على مبارك وأمين سامى»، بحث أُلقى في الموسم الثقافى لمركز تاريخ مصر المعاصر بدار الكتب والوثائق القومية في ديسمبر 2004، ونشرت الأبحاث في كتاب عام 2009.
24. «دور الإسكندرية في حركة الاستنارة المصرية والعربية .. الصحافة نموذجاً»، بحث أُلقى في منتدى الحوار بمكتبة الإسكندرية في يونيو 2005، ونشر في الكراسة (38)، 2006 .
25. «محمد على ومشروع التوسع الخارجى»، بحث منشور في مجلة أحوال مصرية ، مركز الدراسات السياسية والاستراتيچية بالأهرام ، عدد (30)، خريف 2005.
26. «المجتمع المصرى في عصر محمد على»، بحث أُلقى بمركز الإبداع بالإسكندرية في ديسمبر 2005.
27. «يونان لبيب رزق والطريق إلى الجائزة»، مجلة مصر الحديثة ، مركز تاريخ مصر المعاصر، دار الكتب والوثائق القومية ، عدد (5)، 2006.
28. «زعماء مصريون في المنفى»، بحث منشور في كتاب «دراسات تاريخية مهداة إلى أ.د. عمر عبد العزيز عمر»، دار المعرفة الجامعية، الإسكندرية ، 2006.
29. «معركة الانسحاب»، بحث أُلقى في ندوة «حرب السويس – خمسون عاماً على العدوان الثلاثى على مصر»، بالمجلس الأعلى للثقافة في ديسمبر 2006، ونشرت الأبحاث في كتاب عام 2007.
30. «فاروقان»، بحث منشور في مجلة وجهات نظر ، عدد (106)، نوفمبر 2007.
31. «نهاية ملك»، بحث منشور في مجلة وجهات نظر ، عدد (107)، ديسمبر 2007.
32. «الجامعة وتطور قضايا الفكر والثقافة في الصحافة»، بحث أُلقى في المؤتمر العلمي حول «الجامعة والصحافة مائة عام من التنوير» بكلية الإعلام بجامعة القاهرة في ديسمبر 2007.
33. «أوضاع المرأة المصرية في المرحلة الليبرالية»، بحث أُلقى في ندوة «حقوق المرأة المصرية»، أقامتها صحيفة الأهالى بنقابة الصحفيين في 2007.
34. «العنف ضد المرأة في الخطاب التاريخى الحديث»، بحث أُلقى بالمجلس القومى للمرأة (لجنة الثقافة بالقاهرة) عام 2008.
35. «كفاح المرأة المصرية عبر التاريخ الحديث والمعاصر»، بحث منشور في مجلة الهلال، القاهرة، مارس 2008.
36. «قاسم أمين وقضايا الأحوال الشخصية»، بحث أُلقى في احتفالية دار الكتب المصرية (باب الخلق) بمئوية قاسم أمين في أبريل 2008، ونفس البحث أُلقى في مكتبة الإسكندرية في العام ذاته.
37. «أهمية قرار تأميم شركة قناة السويس»، بحث أُلقى في ندوة «الحركة الوطنية المصرية وفكرة تأميم قناة السويس»، بهيئة قناة السويس بالاشتراك مع المجلس الأعلى للثقافة في يونيو 2006، ونشرت الأبحاث في كتاب عام 2008.
38. «فاروق الأول .. الملك الذي هوى»، بحث منشور في مجلة ذاكرة مصر المعاصرة ، العدد الأول ، مكتبة الإسكندرية ، 2009 .
39. «المرأة وثورة 1919»، بحث أُلقى في ندوة «تسعون عاماً على ثورة 1919»، بمركز تاريخ مصر المعاصر بدار الكتب والوثائق القومية في مارس 2009، ونشرت الأبحاث في كتاب عام 2009.
40. «المرأة بين التعليم والعمل (1919 – 1952)»، بحث منشور في الكتاب المرجع «المرأة المصرية في التاريخ الحديث والمعاصر»، المجلس القومى للمرأة ، القاهرة ، 2009 .
41. "التدخل الأجنبى والثورة الوطنية (1879 – 1882)"، بحث منشور في الكتاب المرجع "تاريخ مصر الحديث والمعاصر، المجلس الأعلى للثقافة ، القاهرة ، 2009 .
42. «قراءة في تاريخ القضاء المختلط (1875 – 1949)»، بحث منشور في مجلة ذاكرة مصر المعاصرة، المجلد الثاني ، مكتبة الإسكندرية ، 2010 .
43. «تأثر مصر بالثقافة اللاتينية .. القانون المصرى الحديث نموذجاً»، بحث منشور في الكتاب المهداة للدكتور جابر عصفور ، المجلس الأعلى للثقافة ، القاهرة، 2010.
44. «بين منحة ولى النعم والدستور الثورى (1829 – 1882)»، بحث أُلقى في الموسم الثقافى لمركز تاريخ مصر بدار الكتب والوثائق القومية في ديسمبر 2005، ونشرت الأبحاث في كتاب عام 2011.
45. «جذور الرأسمالية المصرية»، بحث أُلقى في الموسم الثقافى بمركز تاريخ مصر المعاصر بدار الكتب والوثائق القومية في يناير 2010، ونشرت الأبحاث في كتاب، 2011.
46. «البارودى من الانتصار إلى الانكسار»، بحث منشور في مجلة «مصر الحديثة»، عدد 11، مركز تاريخ مصر المعاصر، دار الكتب والوثائق القومية، القاهرة، 2012.
47. «القضاء الأهلي والإنجليز بين الهيمنة والاستقلال»، بحث منشور في مجلة محكمة النقض، العدد السادس، إبريل 2012.
48. «البرلمان وقضية فلسطين (1924 – 1951)»، بحث في الكتاب المرجع عن «دور مصر في القضية الفلسطينية»، جـ1، المجلس الأعلى للثقافة، القاهرة، 2012.
49. «الملكية وقضية فلسطين (1922 – 1952)»، بحث في الكتاب المرجع عن «دور مصر في القضية الفلسطينية»، جـ1 ، المجلس الأعلى للثقافة ، القاهرة، 2012.
50. «محمد عبده والثورة العرابية»، بحث أُلقى في ندوة «مائة عام على وفاة الإمام محمد عبده» بالمجلس الأعلى للثقافة في مارس 2005 (قيد النشر) .
51. «المثقفون الشوام في مصر (1860 – 1882)»، بحث أُلقى في ندوة حدود مصر الشرقية بالمجلس الأعلى للثقافة في يونيو 2001 (قيد النشر).
52. «دور المرأة في الصحافة النسائية (1882 – 1952)»، بحث أُلقى في مؤتمر «المرأة العربية والإبداع» بالمجلس الأعلى للثقافة في أبريل 2002 (قيد النشر).
53. «التاريخ الاجتماعى والثقافى لغروب القرن التاسع عشر»، بحث أُلقى في مؤتمر«عائشة لتيمورية» بملتقى المرأة والذاكرة بالقاهرة في 2002 (قيد النشر).
54. «المرأة في رحاب الجامعة المصرية»، بحث أُلقى في الموسم الثقافى بمركز تاريخ مصر بدار الكتب والوثائق القومية في ديسمبر 2007 (قيد النشر).
55. «صراع المرأة من أجل الالتحاق بالجامعة»، بحث أُلقى في ندوة «الجامعة المصرية بعد مائة عام إلى أين؟» بالمجلس الأعلى للثقافة في مايو 2008 (قيد النشر) .
56. «تطور تدريس القانون في مصر»، بحث أُلقى في ندوة «مائة عام على تأسيس الجامعة المصرية»، جامعة القاهرة، كلية الحقوق، 2009 (قيد النشر).
57. «رصاصة وقنبلة وسكين عام 1915»، بحث أُلقى في ندوة «الاغتيالات السياسية» بالمجلس الأعلى للثقافة في مارس 2010 (قيد النشر).
58. «المقاومة الثورية: الثورة العرابية في مصر»، بحث في الكتاب المرجع في تاريخ الأمة العربية ، المجلد السادس «الأمة العربية : التحديث والأخطار الخارجية»، المنظمة العربية للتربية والثقافة والعلوم (تونس) ، جامعة الدول العربية (قيد النشر).
59. «نظام الامتيازات الأجنبية : أصل النظام وتطبيقاته في بلدان الوطن العربى»، بحث في الكتاب المرجع في تاريخ الأمة العربية ، المجلد السادس الأمة العربية : التحديث والأخطار الخارجية، المنظمة العربية للتربية والثقافة والعلوم (تونس) ، جامعة الدول العربية (قيد النشر).
60. «تأميم القناة وانفجار أزمة السويس»، بحث في الكتاب المرجع عن «دور مصر في القضية الفلسطينية»، جـ3 ، المجلس الأعلى للثقافة ، القاهرة (قيد النشر).
61. «المرأة المصرية والأحوال الشخصية .. قضايا قديمة جديدة»، بحث ألقي في مؤتمر «المرأة العربية عبر العصور»، اتحاد المؤرخين العرب في نوفمبر 2011 (قيد النشر).
62. «الثورة العرابية والدستور 1879-1882»، بحث أُلقي في مؤتمر «الثورة والدستور في التاريخ الحديث والمعاصر»، مركز تاريخ مصر المعاصر في مارس 2012، دار الكتب، (قيد النشر).
63. «محمد عبده ثائرًا»، بحث ألقي في ندوة «الثورات والانتفاضات في مصر عبر العصور»، المجلس الأعلى للثقافة، في مايو 2012 (قيد النشر).
64. «الفلاحون والسلطة 1881-1882»، بحث أُلقي في الموسم الثقافى (2012/2013)، مركز تاريخ مصر المعاصر، دار الكتب (قيد النشر).
65. «المرأة والاهتمام بالسياسة في مصر الحديثة»، بحث أُلقى في ندوة «المرأة المصرية: تحديات الماضى واستجابة الحاضر»، المجلس الأعلى للثقافة، المجلس القومى للمرأة في مارس 2013 (قيد النشر).
66. «اتفاقية مونترو 1937» بحث أُلقى في ندوة «المعاهدات السياسية في مصر عبر العصور»، المجلس الأعلى للثقافة، مكتبة الإسكندرية في مايو 2013 (قيد النشر).